# Werner Salcedo
Werner Máximo Salcedo Álvarez es un ingeniero y político peruano. Desde el 1 de enero del 2023 ocupa el cargo de Gobernador Regional del Cusco siendo elegido por el partido Somos Perú.

## Biografía
Nació en el distrito de Colquemarca, provincia de Chumbivilcas, departamento del Cusco, Perú. Cursó sus estudios primarios en su localidad natal y los secundarios en la ciudad de Paruro. En 1994 ingresó a la Universidad Nacional de San Antonio Abad del Cusco donde siguió estudios superiores en la facultad de agronomía. En el año 2001 obtuvo la licenciatura de ingeniero agrónomo. Posteriormente, desde el año 2015 siguió estudios de posgrado en ingeniería civil en la misma casa de estudios. Gran parte de su desarrollo profesional lo realizó como consultor de distintas municipalidades provinciales del departamento del Cusco.

## Vida política
Durante gran parte de su vida política estuvo afiliado al partido político Somos Perú con excepción del periodo 2017-2020 en el que estuvo inscrito en el partido político Democracia Directa. Su primera participación política se dio en las elecciones generales del 2011 cuando fue candidato al Congreso de la República por el partido Fonavistas del Perú sin obtener la representación. Repitió el intento en las elecciones del 2016 por el partido Democracia Directa (que era el mismo Fonavistas del Perú pero con otro nombre) sin tampoco obtener la representación. En las elecciones regionales del 2018 tentó por primera vez la gobernaduría regional del Cusco también por el partido Democracia Directa quedando en tercera posición son sólo el 10.616% de los votos. Luego tentaría por tercera vez llegar al Congreso en las Elecciones Congresales Extraordinarias del 2020 nuevamente por el partido Democracia Directa sin obtener la representación. Finalmente, en las elecciones regionales del 2022 fue elegido como Gobernador Regional del Cusco por el partido Somos Perú tras ganarle en segunda vuelta al candidato del Movimiento Regional Inka Pachakuteq Edy Cuellar Margholt.

## Gobernador Regional
El 1 de enero del 2023 asumió el cargo de Gobernador Regional del Cusco en reemplazo de su antecesor Jean Paul Benavente García.